# Каріогамія

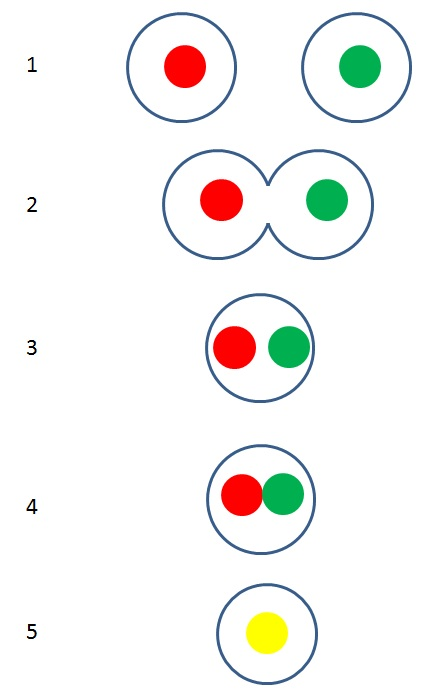
Злиття двох гаплоїдних ядер.

Каріогамія (від гр. καρυών — горіх, ядро і гр. γάμος — шлюб) — злиття пронуклеусів двох клітин під час запліднення.
Після злиття гаплоїдних ядер, утворюється диплоїдне зиготичне ядро. Каріогамія може відбуватися одразу після злиття гамет (наприклад, у морського їжака) або частіше після певного періоду часу — під час метафази першого ділення дроблення.
У деяких тварин (наприклад, у циклопа), водоростей та грибів чоловіче та жіноче ядра тісно зближаються, але не зливаються, утворюючи, так званий, дикаріон.